# Campeonato Argentino Juvenil 1986
El Campeonato Argentino Juvenil de 1986 fue la décimo-quinta edición del torneo para seleccionados juveniles de las uniones regionales afiliadas a la Unión Argentina de Rugby. Se llevó a cabo entre el 15 de junio y el 27 de julio de 1986. La Unión de Rugby de Cuyo organizó por tercera vez las fases finales del campeonato, habiendo hospedado el torneo anteriormente en 1972 y 1980.
Luego de ganar trece campeonatos de forma consecutiva, el seleccionado de Buenos Aires cayó en semifinales ante la Unión de Rugby de Tucumán, la cual clasificó a su tercera final. Allí el seleccionado tucumano consiguió su primer título al imponerse 25-18 a la Unión Cordobesa de Rugby.
Esta fue la primera unión regional en conseguir el campeonato desde la coronación de la Unión de Rugby de Rosario en la edición inaugural del torneo en 1972.

## Equipos participantes
Participaron de esta edición dieciocho equipos: diecisiete uniones provinciales y la Unión Argentina de Rugby, representada por el seleccionado de Buenos Aires. 
| Equipo              | Unión                                                |
| ------------------- | ---------------------------------------------------- |
| Alto Valle          | Unión de Rugby del Alto Valle de Río Negro y Neuquén |
| Austral             | Unión de Rugby Austral                               |
| Buenos Aires        | Unión Argentina de Rugby                             |
| Chubut              | Unión de Rugby del Valle del Chubut                  |
| Córdoba             | Unión Cordobesa de Rugby                             |
| Cuyo                | Unión de Rugby de Cuyo                               |
| Entre Ríos          | Unión Entrerriana de Rugby                           |
| Jujuy               | Unión Jujeña de Rugby                                |
| Mar del Plata       | Unión de Rugby de Mar del Plata                      |
| Misiones            | Unión de Rugby de Misiones                           |
| Noreste             | Unión de Rugby del Noreste                           |
| Rosario             | Unión de Rugby de Rosario                            |
| Salta               | Unión de Rugby de Salta                              |
| San Juan            | Unión Sanjuanina de Rugby                            |
| Santa Fe            | Unión Santafesina de Rugby                           |
| Santiago del Estero | Unión Santiagueña de Rugby                           |
| Sur                 | Unión de Rugby del Sur                               |
| Tucumán             | Unión de Rugby de Tucumán                            |

## Eliminatoria
Se disputó un encuentro eliminatorio para definir la clasificación a la Zona 3.
| 15 de junio | Tucumán | 74 - 6 | Salta | Tucumán, |  |

## Primera fase

### Zona 1
|  | Semifinales | Semifinales | Semifinales |          |          | Final       | Final       | Final       |  |
|  | 12 de julio | 12 de julio | 12 de julio |          |          | 13 de julio | 13 de julio | 13 de julio |  |
|  |             |             |             |          |          |             |             |             |  |
|  |             |             |             |          |          |             |             |             |  |
|  | San Juan    | San Juan    | 94          |          |          |             |             |             |  |
|  | San Juan    | San Juan    | 94          |          |          |             |             |             |  |
|  | Jujuy       | Jujuy       | 6           |          |          |             |             |             |  |
|  | Jujuy       | Jujuy       | 6           |          | San Juan | San Juan    | 27          |             |  |
|  |             |             |             |          | San Juan | San Juan    | 27          |             |  |
|  |             |             | Santa Fe    | Santa Fe | 13       |             |             |             |  |
|  | Entre Ríos  | Entre Ríos  | Santa Fe    | Santa Fe | 13       | 15          |             |             |  |
|  | Entre Ríos  | Entre Ríos  |             |          |          | 15          |             |             |  |
|  | Santa Fe    | Santa Fe    | 18          |          |          |             |             |             |  |
|  | Santa Fe    | Santa Fe    | 18          |          |          |             |             |             |  |
|  |             |             |             |          |          |             |             |             |  |

### Zona 2
|  | Semifinales  | Semifinales  | Semifinales  |              |     | Final       | Final       | Final       |  |
|  | 12 de julio  | 12 de julio  | 12 de julio  |              |     | 13 de julio | 13 de julio | 13 de julio |  |
|  |              |              |              |              |     |             |             |             |  |
|  |              |              |              |              |     |             |             |             |  |
|  | Sur          | Sur          | 18           |              |     |             |             |             |  |
|  | Sur          | Sur          | 18           |              |     |             |             |             |  |
|  | Noreste      | Noreste      | 14           |              |     |             |             |             |  |
|  | Noreste      | Noreste      | 14           |              | Sur | Sur         | 12          |             |  |
|  |              |              |              |              | Sur | Sur         | 12          |             |  |
|  |              |              | Buenos Aires | Buenos Aires | 39  |             |             |             |  |
|  | Alto Valle   | Alto Valle   | Buenos Aires | Buenos Aires | 39  | 8           |             |             |  |
|  | Alto Valle   | Alto Valle   |              |              |     | 8           |             |             |  |
|  | Buenos Aires | Buenos Aires | 70           |              |     |             |             |             |  |
|  | Buenos Aires | Buenos Aires | 70           |              |     |             |             |             |  |
|  |              |              |              |              |     |             |             |             |  |

### Zona 3
|  | Semifinales         | Semifinales         | Semifinales |         |                     | Final               | Final       | Final       |  |
|  | 21 de junio         | 21 de junio         | 21 de junio |         |                     | 22 de junio         | 22 de junio | 22 de junio |  |
|  |                     |                     |             |         |                     |                     |             |             |  |
|  |                     |                     |             |         |                     |                     |             |             |  |
|  | Santiago del Estero | Santiago del Estero | 25          |         |                     |                     |             |             |  |
|  | Santiago del Estero | Santiago del Estero | 25          |         |                     |                     |             |             |  |
|  | Misiones            | Misiones            | 3           |         |                     |                     |             |             |  |
|  | Misiones            | Misiones            | 3           |         | Santiago del Estero | Santiago del Estero | 0           |             |  |
|  |                     |                     |             |         | Santiago del Estero | Santiago del Estero | 0           |             |  |
|  |                     |                     | Tucumán     | Tucumán | 47                  |                     |             |             |  |
|  | Rosario             | Rosario             | Tucumán     | Tucumán | 47                  | 19                  |             |             |  |
|  | Rosario             | Rosario             |             |         |                     | 19                  |             |             |  |
|  | Tucumán             | Tucumán             | 28          |         |                     |                     |             |             |  |
|  | Tucumán             | Tucumán             | 28          |         |                     |                     |             |             |  |
|  |                     |                     |             |         |                     |                     |             |             |  |

### Zona 4
|  | Semifinales   | Semifinales   | Semifinales |         |               | Final         | Final       | Final       |  |
|  | 21 de junio   | 21 de junio   | 21 de junio |         |               | 22 de junio   | 22 de junio | 22 de junio |  |
|  |               |               |             |         |               |               |             |             |  |
|  |               |               |             |         |               |               |             |             |  |
|  | Chubut        | Chubut        | 13          |         |               |               |             |             |  |
|  | Chubut        | Chubut        | 13          |         |               |               |             |             |  |
|  | Mar del Plata | Mar del Plata | 65          |         |               |               |             |             |  |
|  | Mar del Plata | Mar del Plata | 65          |         | Mar del Plata | Mar del Plata | 15          |             |  |
|  |               |               |             |         | Mar del Plata | Mar del Plata | 15          |             |  |
|  |               |               | Córdoba     | Córdoba | 30            |               |             |             |  |
|  | Córdoba       | Córdoba       | Córdoba     | Córdoba | 30            | 42            |             |             |  |
|  | Córdoba       | Córdoba       |             |         |               | 42            |             |             |  |
|  | Austral       | Austral       | 0           |         |               |               |             |             |  |
|  | Austral       | Austral       | 0           |         |               |               |             |             |  |
|  |               |               |             |         |               |               |             |             |  |

## Interzonal
El encuentro interzonal clasificatorio para las semifinales del torneo enfrentó a los ganadores las zonas 1 y 2, la Unión Sanjuanina de Rugby y Buenos Aires.
| 19 de julio | San Juan | 6 - 46 | Buenos Aires | San Juan, |  |

## Fase final
La Unión de Rugby de Cuyo clasificó directamente a semifinales por ser sede de las fases finales.
|  | Semifinales  | Semifinales  | Semifinales |         |         | Final   | Final | Final |  |
|  |              |              |             |         |         |         |       |       |  |
|  |              |              |             |         |         |         |       |       |  |
|  | Buenos Aires | Buenos Aires | 9           |         |         |         |       |       |  |
|  | Buenos Aires | Buenos Aires | 9           |         |         |         |       |       |  |
|  | Tucumán      | Tucumán      | 20          |         |         |         |       |       |  |
|  | Tucumán      | Tucumán      | 20          |         | Tucumán | Tucumán | 25    |       |  |
|  |              |              |             |         | Tucumán | Tucumán | 25    |       |  |
|  |              |              | Córdoba     | Córdoba | 18      |         |       |       |  |
|  | Córdoba      | Córdoba      | Córdoba     | Córdoba | 18      | 35      |       |       |  |
|  | Córdoba      | Córdoba      |             |         |         | 35      |       |       |  |
|  | Cuyo         | Cuyo         | 30          |         |         |         |       |       |  |
|  | Cuyo         | Cuyo         | 30          |         |         |         |       |       |  |
|  |              |              |             |         |         |         |       |       |  |

| Bandera de la Provincia de Tucumán |
| Tucumán Campeón                    |
| Primer título                      |